# Buil Film Awards
O Buil Film Awards (hangul: 부일영화상) é uma cerimônia de premiação organizada pelo jornal Busan Ilbo e que honra pela excelência cinematográfica da Coreia do Sul. Começou em 1958 como um dos primeiros prêmios de cinema do país. Durante as décadas de 1950 e 1960, foi o maior evento de premiação de filmes da região de Busan, sendo realizado anualmente até 1973. Ele entrou em um hiato de 34 anos, entre 1974 a 2007, quando a indústria cinematográfica coreana perdeu seu fôlego devido à censura do governo e pela pequena indústria televisiva da época.

## Cerimônias de premiação
Após um hiato de 23 anos, a cerimônia foi revivida com o 17º Buil Film Awards em 9 de outubro de 2008, apresentado no Grand Hotel, em Haeundae, Busan. Atualmente é um dos destaques do Festival Internacional de Cinema de Busan. 
O 30º Buil Film Awards foi realizado em 7 de outubro de 2021, no Busan Exhibition and Convention Center (BEXCO Auditorium) em Busan. O destaque daquele ano foi a inclusão de filmes distribuidos pela internet (OTT) pela primeira vez, como The Call e Night in Paradise.[carece de fontes?]

## Categorias
- Melhor Filme
- Melhor Diretor
- Melhor Ator Principal
- Melhor Atriz Principal
- Melhor Ator Coadjuvante
- Melhor Atriz Coadjuvante
- Melhor Diretor Revelação
- Melhor Ator Revelação
- Melhor Atriz Revelação
- Melhor Roteiro
- Melhor Fotografia
- Melhor Direção Artística
- Melhor Trilha Sonora
- Prêmio Buil do Júri (votação online)
- Prêmio Yu Hyun-mok de Artes Cinematográficas
- Melhor Filme Estrangeiro

## Melhor Filme
| #  | Ano  | Filme                         | Diretor        |
| -- | ---- | ----------------------------- | -------------- |
| 1  | 1958 | The Lost Youth                | Yu Hyun-mok    |
| 2  | 1959 | The Life Seized               | Yu Hyun-mok    |
| 3  | 1960 | Defiance of a Teenager        | Kim Ki-young   |
| 4  | 1961 | Romance Papa                  | Shin Sang-ok   |
| 5  | 1962 | The Houseguest and My Mother  | Shin Sang-ok   |
| 6  | 1963 | Only for You                  | Yu Hyun-mok    |
| 7  | 1964 | Goryeojang                    | Kim Ki-young   |
| 8  | 1965 | Extra Human Being             | Yu Hyun-mok    |
| 9  | 1966 | The Sea Village               | Kim Soo-yong   |
| 10 | 1967 | Late Autumn                   | Lee Man-hee    |
| 11 | 1968 | Flame in the Valley           | Kim Soo-yong   |
| 12 | 1969 | Descendants of Cain           | Yu Hyun-mok    |
| 13 | 1970 | The Old Jar Craftsman         | Choi Ha-won    |
| 14 | 1971 | Frozen Spring                 | Jung Jin-woo   |
| 15 | 1972 | Bun-rye's Story               | Yu Hyun-mok    |
| 16 | 1973 | Oyster Village                | Jung Jin-woo   |
| 17 | 2008 | Night and Day                 | Hong Sang-soo  |
| 18 | 2009 | Mother                        | Bong Joon-ho   |
| 19 | 2010 | Poetry                        | Lee Chang-dong |
| 20 | 2011 | The Front Line                | Jang Hoon      |
| 21 | 2012 | A Muse                        | Jung Ji-woo    |
| 22 | 2013 | Snowpiercer                   | Bong Joon-ho   |
| 23 | 2014 | The Admiral: Roaring Currents | Kim Han-min    |
| 24 | 2015 | The Shameless                 | Oh Seung-uk    |
| 25 | 2016 | Veteran                       | Ryoo Seung-wan |
| 26 | 2017 | A Taxi Driver                 | Jang Hoon      |
| 27 | 2018 | The Spy Gone North            | Yoon Jong-bin  |
| 28 | 2019 | Parasite                      | Bong Joon-ho   |
| 29 | 2020 | House of Hummingbird          | Kim Bora       |
| 30 | 2021 | Escape from Mogadishu         | Ryoo Seung-wan |
| 31 | 2022 | Decision to Leave             | Park Chan-wook |

## Melhor Diretor
| #  | Ano  | Diretor         | Filme                          |
| -- | ---- | --------------- | ------------------------------ |
| 1  | 1958 | Yu Hyun-mok     | The Lost Youth                 |
| 2  | 1959 | Yu Hyun-mok     | The Life Seized                |
| 3  | 1960 | Kim Ki-young    | Defiance of a Teenager         |
| 4  | 1961 | Lee Seong-gu    | A Young Look                   |
| 5  | 1962 | Shin Sang-ok    | The Houseguest and My Mother   |
| 6  | 1963 | Yu Hyun-mok     | Only for You                   |
| 7  | 1964 | Kim Ki-young    | Goryeojang                     |
| 8  | 1965 | Yu Hyun-mok     | Extra Human Being              |
| 9  | 1966 | Kim Soo-yong    | The Sea Village                |
| 10 | 1967 | Lee Man-hee     | Late Autumn                    |
| 11 | 1968 | Kim Soo-yong    | Mist                           |
| 12 | 1969 | Jung So-young   | Love Me Once Again             |
| 13 | 1970 | Jung So-young   | Forgotten Woman                |
| 14 | 1971 | Jung Jin-woo    | Frozen Spring                  |
| 15 | 1972 | Yu Hyun-mok     | Bun-rye's Story                |
| 16 | 1973 | Jung Jin-woo    | Oyster Village                 |
| 17 | 2008 | Na Hong-jin     | The Chaser                     |
| 18 | 2009 | Yoon Je-kyoon   | Haeundae                       |
| 19 | 2010 | Hong Sang-soo   | Ha Ha Ha                       |
| 20 | 2011 | Kim Tae-yong    | Late Autumn                    |
| 21 | 2012 | Lee Han         | Punch                          |
| 22 | 2013 | Ryoo Seung-wan  | The Berlin File                |
| 23 | 2014 | Hong Sang-soo   | Our Sunhi                      |
| 24 | 2015 | Kwak Kyung-taek | The Classified File            |
| 25 | 2016 | Lee Joon-ik     | Dongju: The Portrait of a Poet |
| 26 | 2017 | Kim Sung-su     | Asura: The City of Madness     |
| 27 | 2018 | Lee Chang-dong  | Burning                        |
| 28 | 2019 | Kim Tae-gyun    | Dark Figure of Crime           |
| 29 | 2020 | Jung Ji-woo     | Tune in for Love               |
| 30 | 2021 | Lee Joon-ik     | The Book of Fish               |
| 31 | 2022 | Kim Han-min     | Hansan: Rising Dragon          |

## Melhor Ator
| #  | Ano  | Ator            | Filme                                |
| -- | ---- | --------------- | ------------------------------------ |
| 1  | 1958 | Kim Seung-ho    | The Wedding Day                      |
| 2  | 1959 | Kim Seung-ho    | The Life Seized                      |
| 3  | 1960 | Kim Jin-kyu     | There Is No Tragedy                  |
| 4  | 1961 | Kim Jin-kyu     | Mr. Park                             |
| 5  | 1962 | Kim Jin-kyu     | Seong Chun-hyang                     |
| 6  | 1963 | Shin Young-kyun | Prince Yeonsan                       |
| 7  | 1964 | Shin Seong-il   | Private Tutor                        |
| 8  | 1965 | Kim Jin-kyu     | Deaf Sam-yong                        |
| 9  | 1966 | Shin Seong-il   | Heukmaek                             |
| 10 | 1967 | Shin Young-kyun | A Water Mill                         |
| 11 | 1968 | Park No-sik     | When the Buckwheat Flowers Blossom   |
| 12 | 1969 | Kim Jin-kyu     | Descendants of Cain                  |
| 13 | 1970 | Hwang Hae       | The Old Jar Craftsman                |
| 14 | 1971 | Namkoong Won    | Pilnyeo                              |
| 15 | 1972 | Lee Soon-jae    | Bun-rye's Story                      |
| 16 | 1973 | Kim Hee-ra      | Oyster Village                       |
| 17 | 2008 | Kim Yoon-seok   | The Chaser                           |
| 18 | 2009 | Ha Jung-woo     | My Dear Enemy                        |
| 19 | 2010 | Jung Jae-young  | Moss                                 |
| 20 | 2011 | Ryoo Seung-bum  | The Unjust                           |
| 21 | 2012 | Choi Min-sik    | Nameless Gangster: Rules of the Time |
| 22 | 2013 | Hwang Jung-min  | New World                            |
| 23 | 2014 | Song Kang-ho    | The Attorney                         |
| 24 | 2015 | Lee Jung-jae    | Assassination                        |
| 25 | 2016 | Lee Byung-hun   | Inside Men                           |
| 26 | 2017 | Song Kang-ho    | A Taxi Driver                        |
| 27 | 2018 | Lee Sung-min    | The Spy Gone North                   |
| 28 | 2019 | Gi Ju-bong      | Hotel by the River                   |
| 29 | 2020 | Lee Byung-hun   | The Man Standing Next                |
| 30 | 2021 | Yoo Ah-in       | Voice of Silence                     |
| 31 | 2022 | Park Hae-il     | Decision to Leave                    |

## Melhor Atriz
| #  | Ano  | Atriz          | Filme                                           |
| -- | ---- | -------------- | ----------------------------------------------- |
| 1  | 1958 | Ju Jeung-ryu   | The Star of Lost Paradise                       |
| 2  | 1959 | Choi Eun-hee   | A Flower in Hell                                |
| 3  | 1960 | Jo Mi-ryeong   | Defiance of a Teenager                          |
| 4  | 1961 | Moon Jung-suk  | Soil                                            |
| 5  | 1962 | Choi Eun-hee   | The Houseguest and My Mother                    |
| 6  | 1963 | Lee Min-ja     | Only for You                                    |
| 7  | 1964 | Kim Ji-mee     | Blood Relation                                  |
| 8  | 1965 | Kim Hye-jeong  | Wife's Confession                               |
| 9  | 1966 | Choi Eun-hee   | The Sino-Japanese War and Queen Min the Heroine |
| 10 | 1967 | Moon Jung-suk  | Late Autumn                                     |
| 11 | 1968 | Ju Jeung-ryu   | Flame in the Valley                             |
| 12 | 1969 | Moon Hee       | Descendants of Cain                             |
| 13 | 1970 | Jeon Gye-hyeon | Forgotten Woman                                 |
| 14 | 1971 | Yoon Jeong-hee | First Experience                                |
| 15 | 1972 | Kim Ji-mee     |                                                 |
| 16 | 1973 | Yoon Jeong-hee | Oyster Village                                  |
| 17 | 2008 | Soo Ae         | Sunny                                           |
| 18 | 2009 | Kim Hye-ja     | Mother                                          |
| 19 | 2010 | Moon So-ri     | Ha Ha Ha                                        |
| 20 | 2011 | Jung Yu-mi     | Oki's Movie                                     |
| 21 | 2012 | Kim Min-hee    | Helpless                                        |
| 22 | 2013 | Han Hyo-joo    | Cold Eyes                                       |
| 23 | 2014 | Shim Eun-kyung | Miss Granny                                     |
| 24 | 2015 | Jeon Do-yeon   | The Shameless                                   |
| 25 | 2016 | Son Ye-jin     | The Truth Beneath                               |
| 26 | 2017 | Youn Yuh-jung  | The Bacchus Lady                                |
| 27 | 2018 | Kim Hee-ae     | Herstory                                        |
| 28 | 2019 | Jeon Do-yeon   | Birthday                                        |
| 29 | 2020 | Jung Yu-mi     | Kim Ji-young: Born 1982                         |
| 30 | 2021 | Jeon Jong-seo  | The Call                                        |
| 31 | 2022 | Tang Wei       | Decision to Leave                               |

## Melhor Ator Coadjuvante
| #  | Ano  | Ator            | Filme                                |
| -- | ---- | --------------- | ------------------------------------ |
| 17 | 2008 | Kim Min-jun     | A Love                               |
| 18 | 2009 | Kim In-kwon     | Haeundae                             |
| 19 | 2010 | Yoo Jun-sang    | Ha Ha Ha                             |
| 20 | 2011 | Ko Chang-seok   | The Front Line                       |
| 21 | 2012 | Cho Jin-woong   | Nameless Gangster: Rules of the Time |
| 22 | 2013 | Ryu Seung-ryong | Masquerade                           |
| 23 | 2014 | Kwak Do-won     | The Attorney                         |
| 24 | 2015 | Lee Geung-young | Minority Opinion                     |
| 25 | 2016 | Kim Eui-sung    | Train to Busan                       |
| 26 | 2017 | Kim Hee-won     | The Merciless                        |
| 27 | 2018 | Ju Ji-hoon      | The Spy Gone North                   |
| 28 | 2019 | Park Myung-hoon | Parasite                             |
| 29 | 2020 | Lee Hee-joon    | The Man Standing Next                |
| 30 | 2021 | Heo Joon-ho     | Escape from Mogadishu                |
| 31 | 2022 | Im Si-wan       | Emergency Declaration                |

## Melhor Atriz Coadjuvante
| #  | Ano  | Atriz          | Filme                             |
| -- | ---- | -------------- | --------------------------------- |
| 17 | 2008 | Kim Hae-sook   | Open City                         |
| 18 | 2009 | Kim Bo-yeon    | Possessed                         |
| 19 | 2010 | Youn Yuh-jung  | The Housemaid                     |
| 20 | 2011 | Kim Yeo-jin    | Children...                       |
| 21 | 2012 | Park Ji-young  | The Concubine                     |
| 22 | 2013 | Jang Young-nam | A Werewolf Boy                    |
| 23 | 2014 | Kim Young-ae   | The Attorney                      |
| 24 | 2015 | Moon Jung-hee  | Cart                              |
| 25 | 2016 | Park So-dam    | The Priests                       |
| 26 | 2017 | Kim Su-an      | The Battleship Island             |
| 27 | 2018 | Kim Sun-young  | Herstory                          |
| 28 | 2019 | Lee Jung-eun   | Parasite                          |
| 29 | 2020 | Lee Re         | Peninsula                         |
| 30 | 2021 | Kim Sun-young  | Three Sisters                     |
| 31 | 2022 | Lee Soo-kyung  | Miracle: Letters to the President |

## Melhor Diretor Revelação
| #  | Ano  | Diretor(a)     | Filme                 |
| -- | ---- | -------------- | --------------------- |
| 17 | 2008 | Oh Joum-kyun   | Viva! Love            |
| 18 | 2009 | Yang Ik-june   | Breathless            |
| 19 | 2010 | Ounie Lecomte  | A Brand New Life      |
| 20 | 2011 | Park Jung-bum  | The Journals of Musan |
| 21 | 2012 | Lee Kwang-kuk  | Romance Joe           |
| 22 | 2013 | Kim Byung-woo  | The Terror Live       |
| 23 | 2014 | July Jung      | A Girl at My Door     |
| 24 | 2015 | Hong Seok-jae  | Sdocialphobia         |
| 25 | 2016 | Yoon Ga-eun    | The World of Us       |
| 26 | 2017 | Lee Hyun-ju    | Our Love Story        |
| 27 | 2018 | Jeon Go-woon   | Microhabitat          |
| 28 | 2019 | Kim Ui-seok    | After My Death        |
| 29 | 2020 | Jo Min Jae     | Tiny Light            |
| 30 | 2021 | Hong Eui-jeong | Voice of Silence      |
| 31 | 2022 | Lee Jung-jae   | Hunt                  |

## Melhor Ator Revelação
| #  | Ano  | Ator           | Filme                                                       |
| -- | ---- | -------------- | ----------------------------------------------------------- |
| 17 | 2008 | Im Ji-kyu      | Milky Way Liberation Front, Who's That Knocking at My Door? |
| 18 | 2009 | So Ji-sub      | Rough Cut                                                   |
| 19 | 2010 | Song Sae-byeok | The Servant                                                 |
| 20 | 2011 | Lee Je-hoon    | The Front Line                                              |
| 21 | 2012 | Kim Sung-kyun  | Nameless Gangster: Rules of the Time                        |
| 22 | 2013 | Kim Jun-gu     | The Ugly Duckling                                           |
| 23 | 2014 | Lee Joo-seung  | Shuttlecock                                                 |
| 24 | 2015 | Byun Yo-han    | Socialphobia                                                |
| 25 | 2016 | Tae In-ho      | Shadow Island                                               |
| 26 | 2017 | Koo Kyo-hwan   | Jane                                                        |
| 27 | 2018 | Kim Choong-gil | Loser's Adventure                                           |
| 28 | 2019 | Sung Yu-bin    | Last Child                                                  |
| 29 | 2020 | Kim Dae Geon   | Clean Up                                                    |
| 30 | 2021 | Ha Juan        | Festival                                                    |
| 31 | 2022 | Lee Hyo-je     | Good Person                                                 |

## Melhor Atriz Revelação
| #  | Ano  | Atriz         | Filme                             |
| -- | ---- | ------------- | --------------------------------- |
| 17 | 2008 | Yoo Yeon-mi   | With a Girl of Black Soil         |
| 18 | 2009 | Seo Woo       | Crush and Blush                   |
| 19 | 2010 | Kim Sae-ron   | A Brand New Life                  |
| 20 | 2011 | Kang So-ra    | Sunny                             |
| 21 | 2012 | Kim Go-eun    | A Muse                            |
| 22 | 2013 | Jung Eun-chae | Nobody's Daughter Haewon          |
| 23 | 2014 | Lim Ji-yeon   | Obsessed                          |
| 24 | 2015 | Lee Yoo-young | Late Spring                       |
| 25 | 2016 | Kim Tae-ri    | The Handmaiden                    |
| 26 | 2017 | Choi Hee-seo  | Anarchist from Colony             |
| 27 | 2018 | Kim Da-mi     | The Witch: Part 1. The Subversion |
| 28 | 2019 | Jeon Yeo-been | After My Death                    |
| 29 | 2020 | Kang Mal-geum | Lucky Chan-sil                    |
| 30 | 2021 | Lee Yoo-mi    | Young Adult Matters               |
| 31 | 2022 | Choi Sung-eun | Ten Months                        |

## Melhor Roteiro
| #  | Ano  | Roteirista                   | Filme                          |
| -- | ---- | ---------------------------- | ------------------------------ |
| 17 | 2008 | Kim Hyun-seok                | Scout                          |
| 18 | 2009 | Yoon Je-kyooan               | Haeundae                       |
| 19 | 2010 | Lee Chang-dong               | Poetry                         |
| 20 | 2011 | Yook Sang-hyo                | He's on Duty                   |
| 21 | 2012 | Lee Yong-ju                  | Architecture 101               |
| 22 | 2013 | Kim Byung-woo                | The Terror Live                |
| 23 | 2014 | Shin Yeon-shick              | The Russian Novel              |
| 24 | 2015 | Kim Sung-je, Son A-ram       | Minority Opinion               |
| 25 | 2016 | Shin Yeon-shick              | Dongju: The Portrait of a Poet |
| 26 | 2017 | Hwang Seong-gu               | Anarchist from Colony          |
| 27 | 2018 | Kwon Sung-hwi, Yoon Jong-bin | The Spy Gone North             |
| 28 | 2019 | Bong Joon-ho, Han Jin Won    | Parasite                       |
| 29 | 2020 | Kim Bora                     | House of Hummingbird           |
| 30 | 2021 | Lee Gi-cheol, Ryoo Seung-wan | Escape from Mogadishu          |
| 31 | 2022 | Jung Wook                    | Good Person                    |

## Melhor Fotografia
| #  | Ano  | Diretor de Fotografia         | Filme                         |
| -- | ---- | ----------------------------- | ----------------------------- |
| 17 | 2008 | Lee Mo-gae                    | The Good, the Bad, the Weird  |
| 18 | 2009 | Hong Kyung-pyo                | Mother                        |
| 19 | 2010 | Kim Woo-hyung                 | Paju                          |
| 20 | 2011 | Kim Tae-seong, Park Jong-chul | War of the Arrows             |
| 21 | 2012 | Choi Young-hwan               | The Thieves                   |
| 22 | 2013 | Hong Kyung-pyo                | Snowpiercer                   |
| 23 | 2014 | Kim Tae-seong                 | The Admiral: Roaring Currents |
| 24 | 2015 | Hong Kyung-pyo                | Haemoo                        |
| 25 | 2016 | Choi Young-hwan               | Veteran                       |
| 26 | 2017 | Park Jung-hun                 | The Villainess                |
| 27 | 2018 | Kim Woo-hyung                 | 1987: When the Day Comes      |
| 28 | 2019 | Hong Kyung-pyo                | Parasite                      |
| 29 | 2020 | Hong Kyung-pyo                | Deliver Us from Evil          |
| 30 | 2021 | Choi Young-hwan               | Escape from Mogadishu         |
| 31 | 2022 | Kim Ji-yong                   | Decision to Leave             |

## Melhor Direção Artística
| #  | Ano  | Diretor Artístico               | Filme                         |
| -- | ---- | ------------------------------- | ----------------------------- |
| 17 | 2008 | Cho Hwa-sung                    | The Good, the Bad, the Weird  |
| 18 | 2009 | Jo Sang-gyeong                  | Modern Boy                    |
| 19 | 2010 | Kang Seung-yong                 | Blades of Blood               |
| 20 | 2011 | Ryu Seong-hee                   | The Front Line                |
| 21 | 2012 | Lee Ha-jun                      | The Thieves                   |
| 22 | 2013 | Ondrej Nekvasil                 | Snowpiercer                   |
| 23 | 2014 | Jang Choon-seob                 | The Admiral: Roaring Currents |
| 24 | 2015 | Ryu Seong-hee                   | Assassination                 |
| 25 | 2016 | Ryu Seong-hee                   | The Handmaiden                |
| 26 | 2017 | Lee Hwo-kyung                   | The Battleship Island         |
| 27 | 2018 | Park Il-hyun                    | The Spy Gone North            |
| 28 | 2019 | Park Il-hyun                    | Swing Kids                    |
| 29 | 2020 | Lee Geon Moon                   | Deliver Us from Evil          |
| 30 | 2021 | Jeong Seong-jin, Jeong Chol-min | Space Sweepers                |
| 31 | 2022 | Jeong Seong-jin, Jeong Chol-min | Hansan: Rising Dragon         |

## Melhor Trilha Sonora
| #  | Ano  | Compositor           | Filme                          |
| -- | ---- | -------------------- | ------------------------------ |
| 17 | 2008 | Bang Jun-seok        | Sunny, Eye for an Eye          |
| 18 | 2009 | Lee Byung-woo        | Mother                         |
| 19 | 2010 | Shim Hyun-jung       | The Man from Nowhere           |
| 20 | 2011 | Lee Ji-soo           | Leafie, A Hen into the Wild    |
| 21 | 2012 | Kim Hong-jib         | The Taste of Money             |
| 22 | 2013 | Jo Yeong-wook        | The Berlin File                |
| 23 | 2014 | Jo Yeong-wook        | Kundo: Age of the Rampant      |
| 24 | 2015 | Jo Yeong-wook        | The Shameless                  |
| 25 | 2016 | Mowg                 | Dongju: The Portrait of a Poet |
| 26 | 2017 | Flash Flood Darlings | Jane                           |
| 27 | 2018 | Mowg                 | Burning                        |
| 28 | 2019 | Jung Jae-il          | Parasite                       |
| 29 | 2020 | Yeon Ri Mok          | Tune in for Love               |
| 30 | 2021 | Jun-seok Bang        | Escape from Mogadishu          |
| 31 | 2022 | Jo Yeong-wook        | Decision to Leave              |

## Prêmio Buil do Júri
| #  | Ano  | Filme                | Diretor        |
| -- | ---- | -------------------- | -------------- |
| 17 | 2008 | The Chaser           | Na Hong-jin    |
| 18 | 2009 | Take Off             | Kim Yong-hwa   |
| 19 | 2010 | The Man from Nowhere | Lee Jeong-beom |
| 20 | 2011 | War of the Arrows    | Kim Han-min    |
| 21 | 2012 | The Thieves          | Choi Dong-hoon |
| 22 | 2013 | Masquerade           | Choo Chang-min |
| 23 | 2014 | The Attorney         | Yang Woo-suk   |
| 24 | 2015 | Ode to My Father     | Yoon Je-kyoon  |
| 25 | 2016 | The Handmaiden       | Park Chan-wook |
| 26 | 2017 | A Taxi Driver        | Jang Hoon      |

## Prêmio Yu Hyun-mok de Artes Cinematográficas
| #  | Ano  | Recipiente     | Filme           |
| -- | ---- | -------------- | --------------- |
| 18 | 2009 | Yim Soon-rye   |                 |
| 19 | 2010 | Shim Jae-myung |                 |
| 20 | 2011 | Kang Woo-suk   |                 |
| 21 | 2012 | Hong Sang-soo  |                 |
| 22 | 2013 | O Muel         | Jiseul          |
| 23 | 2014 | Kim Dong-won   |                 |
| 24 | 2015 | Im Heung-soon  | Factory Complex |
| 24 | 2015 | Kim Min-kyung  | Factory Complex |
| 25 | 2016 | Yeon Sang-ho   | Train to Busan  |
| 26 | 2017 | Kim Ji-seok    | —               |
| 27 | 2018 | —              | —               |
| 28 | 2019 | Jung Sung Il   | —               |
| 29 | 2020 | Kim Il Kwon    | —               |

## Outros Prêmios
| #  | Ano  | Categoria                                               | Recipiente    | Filme                                                 |
| -- | ---- | ------------------------------------------------------- | ------------- | ----------------------------------------------------- |
| 17 | 2008 | Melhor Edição                                           | Kim Sun-min   | The Chaser, Hellcats, Who's That Knocking at My Door? |
| 17 | 2008 | Melhor Iluminação                                       | Choi Chul-soo | M                                                     |
| 17 | 2008 | Prêmio Técnico                                          | Jeong Do-an   | The Good, the Bad, the Weird                          |
| 17 | 2008 | Prêmio de Realização de Desenvolvimento Cinematográfico | Shin Seong-il | —                                                     |
| 17 | 2008 | Prêmio Especial do Júri                                 | Ji Jung-hyeon | The Good, the Bad, the Weird                          |
| 18 | 2009 | Melhor Figurino                                         | So Ji-sub     | —                                                     |
| 20 | 2011 | Melhor Figurino                                         | Lee Je-hoon   | —                                                     |
| 28 | 2019 | Prêmio Estrela Popular (Masculino)                      | Do Kyungsoo   | Swing Kids (2018 film)                                |
| 28 | 2019 | Prêmio Estrela Popular (Feminino)                       | Im Yoon-ah    | Exit (2019 film)                                      |
| 29 | 2020 | Prêmio Estrela Popular (Masculino)                      | Kang Dong-won | Peninsula                                             |
| 29 | 2020 | Prêmio Estrela Popular (Feminino)                       | Seo Yea-ji    | By Quantum Physics: A Nightlife Venture               |

## Melhor Filme Estrangeiro
| #  | Ano  | Filme                        | Diretor(a)                  |
| -- | ---- | ---------------------------- | --------------------------- |
| 1  | 1958 | La Strada                    | Federico Fellini            |
| 2  | 1959 | Gervaise                     | René Clément                |
| 3  | 1960 | A Man Escaped                | Robert Bresson              |
| 4  | 1961 | The Last Bridge              | Helmut Käutner              |
| 5  | 1962 | Purple Noon                  | René Clément                |
| 6  | 1963 | The Bridge on the River Kwai | David Lean                  |
| 7  | 1964 | General Della Rovere         | Roberto Rossellini          |
| 8  | 1965 | L'Eclisse                    | Michelangelo Antonioni      |
| 9  | 1966 | The Umbrellas of Cherbourg   | Jacques Demy                |
| 10 | 1967 | To Kill a Mockingbird        | Robert Mulligan             |
| 11 | 1968 | West Side Story              | Robert Wise, Jerome Robbins |
| 12 | 1969 | A Man and a Woman            | Claude Lelouch              |
| 13 | 1970 | The Sound of Music           | Robert Wise                 |
| 14 | 1971 | The Arrangement              | Elia Kazan                  |
| 15 | 1972 | Oliver!                      | Carol Reed                  |
| 16 | 1973 | The French Connection        | William Friedkin            |

- Nota: toda a lista acima é referenciada.[5]